# Louis De Lannoy
Louis De Lannoy (Antwerpen, 16 juni 1902 - aldaar, 7 februari 1968) was een Belgisch wielrenner. De Lannoy was beroepsrenner van 1926 tot 1934. Hij nam 5 maal deel aan de Ronde van Frankrijk. Zijn beste uitslag behaalde hij in de Ronde van Frankrijk 1929, toen hij 6de werd. 

## Resultaten in voornaamste wedstrijden
| Jaar | Ronde van Italië | Ronde van Frankrijk | Ronde van Spanje |
| ---- | ---------------- | ------------------- | ---------------- |
| 1926 |                  | 28e                 |                  |
| 1927 |                  | 16e                 |                  |
| 1928 |                  | 13e                 |                  |
| 1929 |                  | 6e                  |                  |
| 1930 |                  | 11e                 |                  |
| 1931 |                  |                     |                  |
| 1932 |                  |                     |                  |

| Jaar | Ronde van Vlaanderen | Parijs-Roubaix | Luik-Bast.‑Luik | Parijs-Brussel |
| ---- | -------------------- | -------------- | --------------- | -------------- |
| 1926 | 21e                  |                |                 |                |
| 1927 |                      |                |                 |                |
| 1928 | ↑                    | 7e             |                 |                |
| 1929 |                      |                |                 | 18e            |
| 1930 |                      | 34e            | 7e              |                |
| 1931 |                      |                |                 | 50e            |
| 1932 |                      |                |                 | 41e            |